# کوش‌تاشی (گوراویماق)
کوش‌تاشی (به ترکی استانبولی: Kuştaşı) (به کردی: Xisq) یک منطقهٔ مسکونی در ترکیه است که در گوراویماق واقع شده‌است. کوش‌تاشی ۲۳۳ نفر جمعیت دارد.